# Евалдас Мікалюнас
Евалдас Мікалюнас (рос. Эвалдас Микалюнас) (літ. Evaldas Mikaliūnas; 22 серпня 1960, Каунас - 19 квітня 2009, Вільнюс) - радянська дитина-кіноактор, литовський актор театру.
Дебютував у кіно в 1966 році, виконавши велику роль у фільмі Арунаса Жебрюнаса «Маленький принц». Будучи литовцем, переважно брав участь у виробництві фільмів РРФСР і більшість його фільмів були російськомовними вже на стадії зйомки. Останню дитячу роль зіграв у 1974 році, після чого на якийсь час пішов із кіно. У 1982 році закінчив акторське відділення Литовської державної консерваторії за спеціальністю актор драми (майстерня Рімаса Тумінаса та Хенрікаса Ванцявічюса) і в той же рік був прийнятий до трупи Литовського національного театру драми, але через два роки пішов звідти і перейшов у вільнюський театр. де і прослужив до смерті.
Помер раптово, через проблеми із серцем. Похований у Вільнюсі, на цвинтарі Карвелішкю.

## Фільмографія
- 1966 - Маленький принц-хлопчик
- 1968 - Півгодини на чудеса-Федя
- 1970 - Таємниця залізних дверей-Толік
- 1973 - Був справжнім трубачем-Котя Мгебров-Чекан
- 1974 - Засекречене місто-Олександр